# СУ-847
СУ-847 (рос. СУ-847) — селище у складі Дмитровського міського округу Московської області, Росія.

## Населення
Населення — 47 осіб (2010; 34 у 2002).
Національний склад (станом на 2002 рік):
- росіяни — 97 %